# Казахстанско-монгольские отношения
Казахстанско-монгольские отношения — двусторонние дипломатические отношения между Казахстаном и Монголией.

## История
Дипломатические отношения между Казахстаном и Монголией были впервые установлены 22 января 1992 года, после образования Республики Казахстан в 1991 году. В 1992 году Монголия открыла своё Посольство в столице Алма-Ата. В мае 1997 года было открыто дипломатическое представительство Казахстана в Улан-Баторе. В октябре 1993 года состоялся первый в истории государственный визит президента Казахстана Нурсултана Назарбаева в Монголию. В 1998 году президент Монголии Нацагийн Багабанди впервые осуществил государственный визит в Казахстан. 2 декабря 2006 года Нурсултан Назарбаев распорядился повысить статус дипломатического представительства в Монголии до уровня посольства, что было реализовано 1 января 2007 года. С момента установления дипломатических отношений страны подписали свыше 40 двусторонних соглашений.
В июле 2016 года правительственная делегация Казахстана во главе с премьер-министром Каримом Масимовым посетила Монголию для участия в саммите АСЕМ. 14 июля 2016 года Карим Масимов посетил аймак Баян-Улгий, где большинство населения этнические казахи (более 90 тысяч человек). Правительство Республики Казахстан предоставило гуманитарную помощь в размере 200 000 долларов США жителям Баян-Улгий, пострадавшим от наводнения, которое произошло 10 июля 2016 года. В ходе визита премьер-министр Карим Масимов также провел встречи с президентом Монголии Цахиагийном Элбэгдоржем и премьер-министром Жаргалтулгыном Эрдэнэбатом.
10-12 октября 2019 г. Премьер-министр Монголии У.Хурэлсух совершил официальный визит в Казахстан. Состоялись переговоры с Премьер-министром РК А.Маминым, встреча с Первым Президентом РК Н.Назарбаевым. Подписано 7 документов и 8 коммерческих документов.
Казахстан является членом ШОС, в то время как Монголия имеет статус наблюдателя. 

## Межпарламентские отношения
В феврале 2015 г. группа дружбы «Казахстан-Монголия» Парламента Монголии Государственного Хурала Монголии во главе с Председателем Постоянного комитета А.Бакей /казах по национальности/ посетила с официальным визитом Республику Казахстан.
В апреле 2016 г. в Улан-Баторе член Комитета по финансам и бюджету Сената Парламента РК К.Ищанов участвовал в 9-й встрече межпарламентского партнёрства “Азия-Европа” (АСЕП-9).
27 ноября 2017 г. в Астане депутат Великого Государственного хурала /парламента/ Монголии, руководитель межпарламентской группы дружбы «Монголия-Казахстан» Д.Мурат принял участие в парламентской конференции по случаю празднования Дня Первого Президента РК.
11 июня 2018 г. в Улан-Баторе заместитель Министра иностранных дел РК Е.Ашыкбаев принял участие в открытии Международного исследовательского центра развивающихся стран, не имеющих выхода к морю.

## Торговля
В 2017 году товарооборот между странами составил сумму 68,2 млн долларов США, что на 5,5 % меньше аналогичного показателя в 2016 году (72,1 млн долларов США). Из этой суммы экспорт Казахстана в Монголию составил 66,4 млн долларов США, а импорт из Монголии в Казахстан соответственно составил 1,8 млн долларов США. Экспорт Казахстана в Монголию: сигареты, санитарно-гигиенические продукты, моющие и чистящие средства, пшеничная или пшенично-ржаная мука, другие пищевые продукты, нефтепродукты. Экспорт Монголии в Казахстан: продукты животного и растительного происхождения, текстильные изделия, древесина, целлюлозно-бумажные изделия.

## Послы Казахстана в Монголии
1. В. Конурбаев (1997-99 – ВПД)
2. Исагалиев, Кайрат Исагалиевич (1999-2002 – ВПД)
3. Картбаев, Советкали Камаубаевич (2002-05 – ВПД)
4. Сыздыков, Асхат Уристемович (2005-07 – ВПД)
5. О. Нурбаев (2007-12)
6. К. Кобландин (2013-2019)
7. Ж. Адилбаев (2019-2022)
8. Г.Койшыбаев (с апреля 2022)

## Послы Монголии в Казахстане
- Посольство с 1992

1. Э.Бямбажав	(1992-1995)
2. Шаравын Гунгаадорж (1995-1997)
3. Юмбуугийн Сандаг		 (1997-2001)
4. Дамдинжавын Дашням	(2001-2005)
5. Равдангийн Хатанбаатар (2005-2009)
6. Харавчийн Аюурзана  (2009-2012)
7. Жагирын Сухээ  (2013-2017)
8. Лувсангийн Баттулга  (2017-2021)
9. Д.Баярхуу (с 14 октября 2021)